# Бугазский лиман
Буга́зский лима́н (от тюрк. бугаз — горло) — лиман в Анапском районе Краснодарского края, расположенный в южной части Таманского полуострова. Относится к Кизилташской группе кубанских лиманов.
Площадь лимана составляет 35 км². Лиман вытянут с юго-востока на северо-запад вдоль берега Чёрного моря, от которого отделён узкой и невысокой Бугазской косой. От Кизилташского лимана также отделён косой. На возвышенном северо-западном берегу Бугазского лимана возвышаются грязевые сопки Поливадина и Макотра, склоны которых спускаются к водоёму двухметровым обрывом.
До начала XIX века, когда Кубань впадала в Чёрное море, Бугазский лиман был пресным водоёмом и пропускал речную воду. После поворота Кубани в сторону Азовского моря лиман стал солёным, утратив своё назначение.